# Edmund Zieliński (hokeista)
Edmund Zieliński (ur. 24 listopada 1909 w Kijewie, zm. 8 grudnia 1992 w Warszawie) – polski hokeista, olimpijczyk.

## Kariera
Zawodnik występujący na pozycji napastnika. Reprezentant AZS Poznań, z którym zdobył złoty (1934) i dwa razy brązowy medal (1931, 1933) mistrzostw Polski.
W reprezentacji Polski wystąpił 23 razy, zdobywając 8 bramek. Był członkiem drużyny hokejowej w Igrzyskach Olimpijskich w Garmisch-Partenkirchen w 1936 oraz mistrzostw świata w Davos w 1935.
Ukończył studia medyczne w 1939, w wojnie obronnej 1939 wzięty do niewoli niemieckiej. Po II wojnie światowej pracował jako lekarz wojskowy. Został pochowany na starym cmentarzu na Służewie przy ul. Renety.

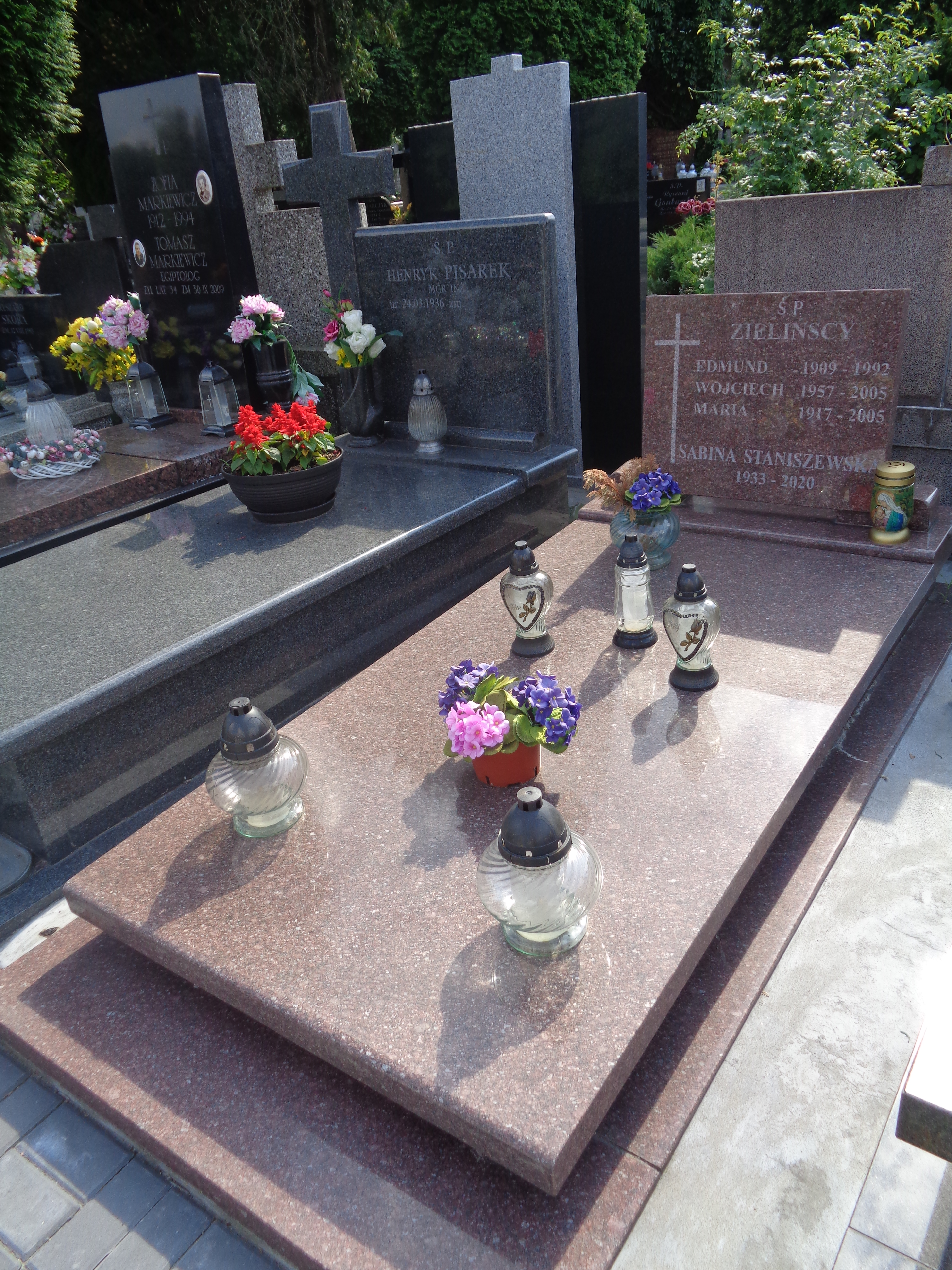
Grób hokeisty Edmunda Zielińskiego na Cmentarzu Służewskim przy ul Renety